# Dalí en ik
Dalí en ik is een schelmenroman van de Vlaamse schrijver Stan Lauryssens over zijn (vermeende) contacten met de schilder Salvador Dalí, wiens kunstwerken hij vervalste.
De roman is (anno 2012) in 33 talen vertaald, waarmee het in 2012 het meest vertaalde Vlaamse boek was. Het wordt verfilmd als Dali & I: The Surreal Story.